# Golf van Vlorë
De Golf van Vlorë (Albanees: Gjiri i Vlorës) is een baai in het zuidoosten van de Adriatische Zee die wordt omsloten door Albanees grondgebied.
De toegang naar open zee wordt beperkt door het eiland Sazan, dat strategisch van groot belang is en tot 1947 tot Italië behoorde. Ten zuiden ervan begint het schiereiland Karaburum, dat een Turkse naam heeft die 'Zwarte Kaap' betekent. Aan de oostkant van de baai ligt de stad Vlorë of Vlora, een belangrijke havenstad. Langs het zuidoostelijke uiteinde ligt het veel kleinere Orikum, waar zich een marinebasis bevindt.

Golf van Vlorë
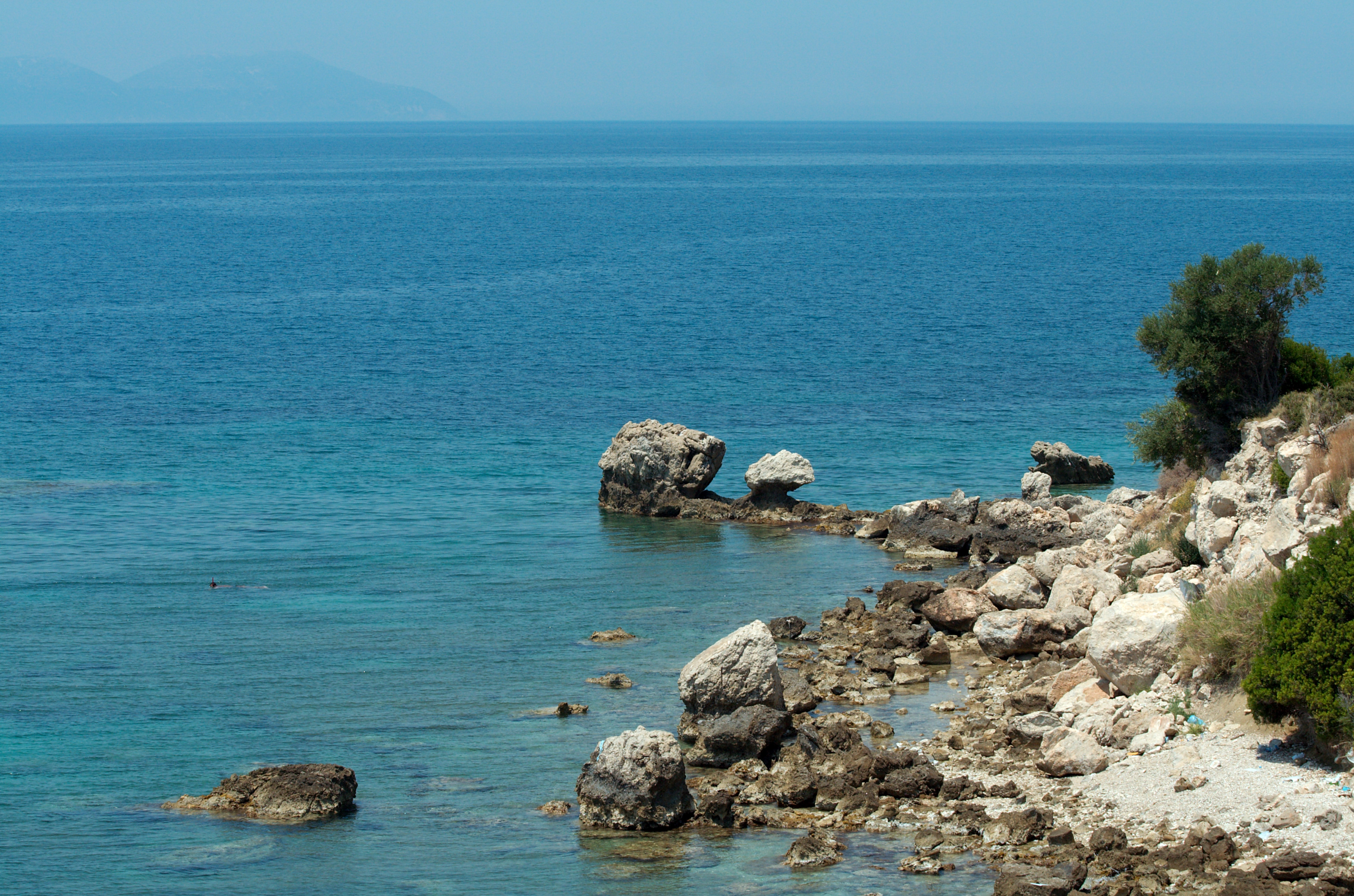
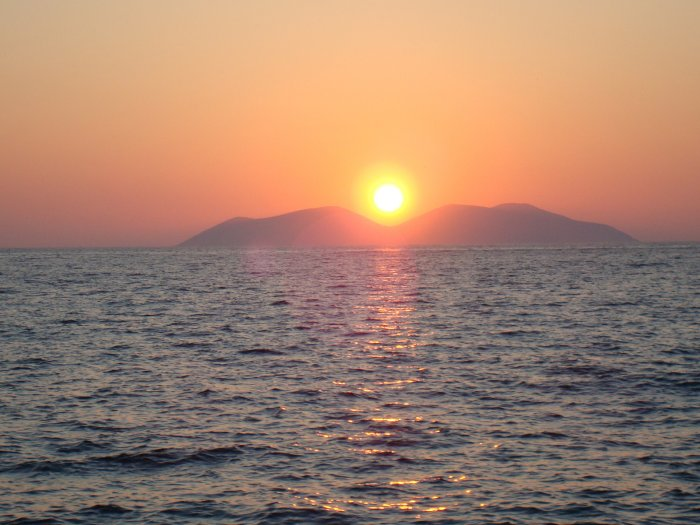
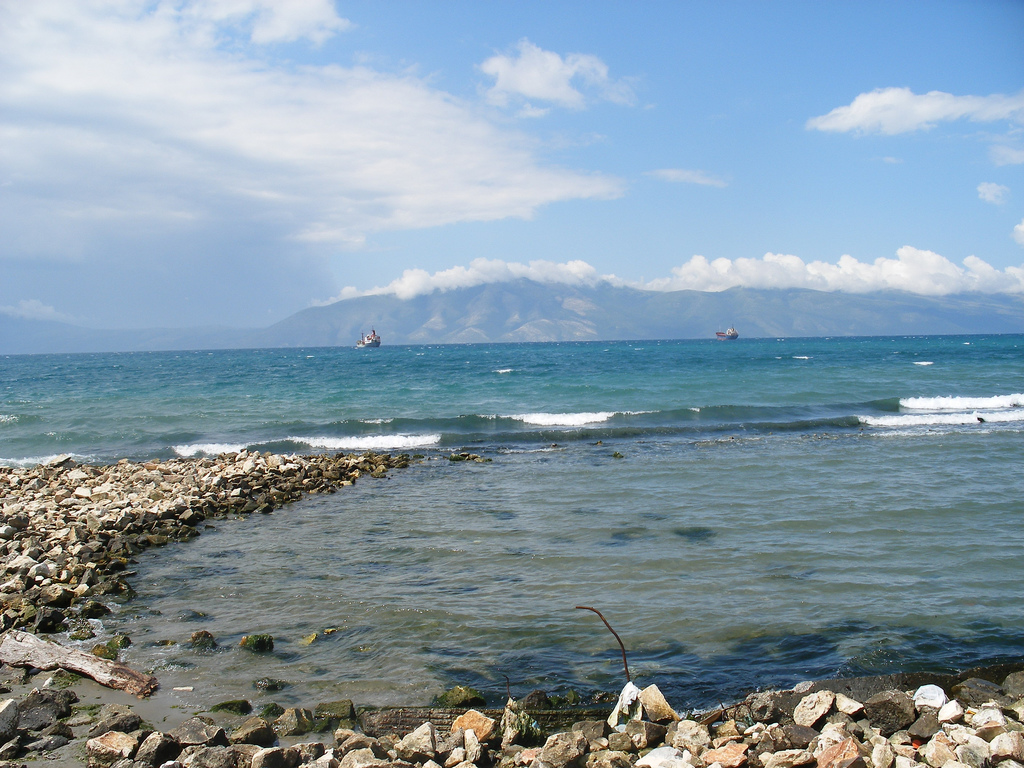
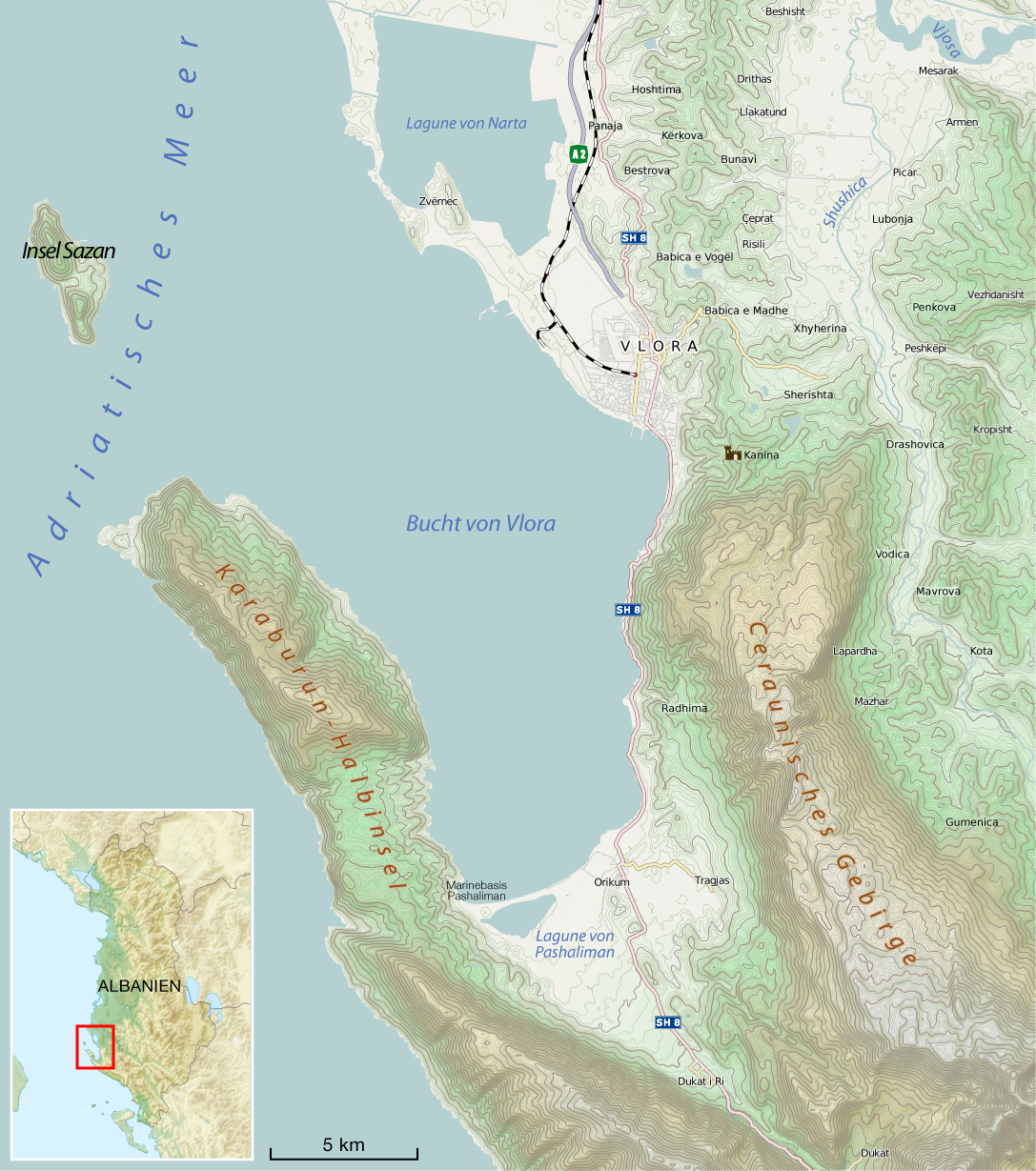